# Franz U. Burkett
Franz Urpham Burkett (* 24. Oktober 1887 in Union, Maine; † 23. Januar 1961 in Portland, Maine) war ein US-amerikanischer Anwalt und Politiker, der von 1937 bis 1940 Maine Attorney General war.

## Leben
Franz Urpham Burkett wurde als Sohn von Fred E. Burkett und Lina M. Upham Burkett in Union geboren. Sein Vater war Mitglied des Repräsentantenhauses von Maine. Er besuchte das Maine Wesleyn Seminary und beendete das Bowdoin College im Jahr 1911. Im Anschluss arbeitete er als Lehrer an der Union High School, bevor er an der Law School der University of Maine studierte. Dort machte er den Bachelor of Laws im Jahr 1916. Nach seinem Abschluss diente er als Leutnant im Ersten Weltkrieg.
Nach seiner Rückkehr aus dem Krieg arbeitete er als Anwalt für mehrere Anwaltskanzleien in Portland, Maine und war Stellvertretender County Attorney des Cumberland Countys. Als Mitglied der Republikanischen Partei war er von 1929 bis 1934, zeitgleich mit seinem Vater Fred E. Burkett, Abgeordneter im Repräsentantenhaus von Maine. Es war das erste Mal in der Geschichte von Maine, dass Vater und Sohn Abgeordnete waren. Franz U. Burkett war von 1933 bis 1934 Sprecher des Hauses. Erneut gehörte er dem Haus von 1951 bis 1952 an. Von 1936 bis 1936 gehörte er dem Senat von Maine an. Er war von 1937 bis 1940 Maine Attorney General.
Burkett gehörte der Methodistischen Kirche an und war Mitglied der Freimaurer, er gehörte zu den Odd Fellows.
Verheiratet war Franz U. Burkett mit Dorothy Oram. Aus dieser Ehe stammt eine Tochter. Zudem hatte er einen Stiefsohn und eine Stieftochter. Burkett starb am 23. Januar 1961 in Portland.